# Antelope (Schiff, 1975)
Die HMS Antelope (F170) war eine britische Fregatte der Amazon-Klasse. Sie wurde auf der Werft Vosper Thornycroft in Woolston gebaut und 1975 bei der Royal Navy in Dienst gestellt.
Sie wurde im April 1982 mit dem Trägerverband der Invincible in den Südatlantik entsandt, um die britischen Streitkräfte im Falklandkrieg zu unterstützen. Ab dem 21. Mai unterstützte die Fregatte die Landung britischer Truppen in der San-Carlos-Bucht. Zwei Tage später begannen argentinische Kampfflugzeuge mit Angriffen auf die Landungstruppen und die vor Anker liegenden Kriegsschiffe. Hierbei trafen zwei Bomben die Antelope, explodierten jedoch nicht. Nach der Evakuierung des Schiffes versuchten Spezialisten in der Nacht des 24. Mai eine der Bomben zu entschärfen, wobei es zur Explosion kam und einer der beiden Bombenentschärfer auf der Stelle starb. Das Feuer griff auf eine der Waffenkammern über, wo mehrere Tonnen Munition in Brand gerieten und im Laufe der Nacht mehrere Explosionen auslösten. Die Fregatte sank am späten Nachmittag desselben Tages.
Wie auch bei den Zerstörern der Sheffield-Klasse zeigten sich auch hier deutliche Schwächen in der Luftabwehr. Insgesamt erwiesen sich die Fregatten der Amazon-Klasse als große Enttäuschung für die Royal Navy. Während des Falklandkrieges wurde neben der Antelope auch das Schwesterschiff Ardent versenkt. Die Fregatten waren durch ihren komplizierten Antrieb aus unabhängig voneinander laufenden Gasturbinen sehr wartungsintensiv und erwiesen sich bei schwerem Seegang als sehr instabil.
Die Versenkung des Antelope wurde in Großbritannien zu einem der bestimmenden Bilder des Falklandkrieges. Am 27. Januar 2002 ersetzten Taucher der Fregatte Montrose die Seekriegsflagge am Heck der Antelope, um der Opfer des Untergangs zu gedenken. Einen der vier argentinischen Kampfjets hatten die Briten abgeschossen.